# Procestus nabis
Procestus nabis är en stekelart som beskrevs av Henry Keith Townes, Jr. 1970. Procestus nabis ingår i släktet Procestus och familjen brokparasitsteklar. Inga underarter finns listade i Catalogue of Life.